# SIRPG
SIRPG (англ. Signal regulatory protein gamma) – білок, який кодується однойменним геном, розташованим у людей на короткому плечі 20-ї хромосоми. Довжина поліпептидного ланцюга білка становить 387 амінокислот, а молекулярна маса — 42 498.
| 10         |  | 20         |  | 30         |  | 40         |  | 50         |
| ---------- |  | ---------- |  | ---------- |  | ---------- |  | ---------- |
| MPVPASWPHP |  | PGPFLLLTLL |  | LGLTEVAGEE |  | ELQMIQPEKL |  | LLVTVGKTAT |
| LHCTVTSLLP |  | VGPVLWFRGV |  | GPGRELIYNQ |  | KEGHFPRVTT |  | VSDLTKRNNM |
| DFSIRISSIT |  | PADVGTYYCV |  | KFRKGSPENV |  | EFKSGPGTEM |  | ALGAKPSAPV |
| VLGPAARTTP |  | EHTVSFTCES |  | HGFSPRDITL |  | KWFKNGNELS |  | DFQTNVDPTG |
| QSVAYSIRST |  | ARVVLDPWDV |  | RSQVICEVAH |  | VTLQGDPLRG |  | TANLSEAIRV |
| PPTLEVTQQP |  | MRVGNQVNVT |  | CQVRKFYPQS |  | LQLTWSENGN |  | VCQRETASTL |
| TENKDGTYNW |  | TSWFLVNISD |  | QRDDVVLTCQ |  | VKHDGQLAVS |  | KRLALEVTVH |
| QKDQSSDATP |  | GPASSLTALL |  | LIAVLLGPIY |  | VPWKQKT    |  |            |

A: Аланін

C: Цистеїн

D: Аспарагінова кислота

E: Глутамінова кислота

F: Фенілаланін

G: Гліцин

H: Гістидин

I: Ізолейцин

K: Лізин

L: Лейцин

M: Метіонін

N: Аспарагін

P: Пролін

Q: Глутамін

R: Аргінін

S: Серин

T: Треонін

V: Валін

W: Триптофан

Задіяний у таких біологічних процесах, як клітинна адгезія, альтернативний сплайсинг. 
Локалізований у мембрані.